# Overfaldet på djævlefortet
Overfaldet på djævlefortet er en amerikansk stumfilm fra 1917 af Richard Stanton.

## Medvirkende
- Dustin Farnum som Dick Durand.
- Winifred Kingston som Molly Gore.
- Tom Mix som Clem Alison.
- Ethylyn Chrisman som May Bond.
- Lee Morris som Knapp.